# Мокшоні Олексій
Олексі́й Мокшо́ні (Кочетков; *21 лютого 1898, Лопатіно,  — †1967, Москва) — мокшанський письменник, драматург, журналіст, перекладач. Дипломат МЗС СРСР. Доктор економомічниз наук. Національність — мокша. 
Справжнє прізвище — Кочетков.

## Біографія
Нар. у Лопатіно Торбєєвський район, Республіка Мордовія (Мокшанія) в родині мокшанського господаря Іллі Кочеткова.
Учасник І Світової та Євразійських воєн 1916—1923. Старший науковий співробітник Інституту світової економіки та міжнародних відносин АН СРСР.

## Творчість
Літературну кар'єру розпочав сількором газети «Од веле» (Нове село). Написав п'єсу «Сидоронь Мишусь» (Мишко Сідоров, 1923). Друкував у газетах нариси і оповідання (з 1925).
1931 — вийшла збірка оповідань «Од эряф» (Нове життя); 1933 — книжка нарисів «Виде киге» (Вірним шляхом).
Активно займався перекладацькою робтою: мокшанською мовою побачили світ «Дитинство» М.Горького, «Далекі країни» А.Гайдара, «Чапаєв» Д.Фурманова — всі твори і автори якось пов'язані з ерзяно-мокшанським світом.
В останні роки життя працював над автобіографічною повістю «Звивисті стежки».